# Putnam County (Tennessee)
Putnam County ist ein County im Bundesstaat Tennessee der Vereinigten Staaten. Das U.S. Census Bureau hat bei der Volkszählung 2020 eine Einwohnerzahl von 79.854 ermittelt. Der Verwaltungssitz (County Seat) ist Cookeville.

## Geographie
Das County liegt nordöstlich des geographischen Zentrums von Tennessee, ist im Norden etwa 75 km von Kentucky entfernt und hat eine Fläche von 1043 Quadratkilometern, wovon 4 Quadratkilometer Wasserfläche sind. Es grenzt im Uhrzeigersinn an folgende Countys: Overton County, Cumberland County, White County, DeKalb County, Smith County und Jackson County.

### Citys oder Towns
- Algood
- Baxter
- Cookeville
- Monterey

## Geschichte
Putnam County wurde am 2. Februar 1842 aus Teilen des DeKalb-, Jackson-, Overton-, Smith- und White County gebildet. Im März 1844 wurde das County wieder aufgelöst und am 11. 1854 erneut kreiert. Benannt wurde es nach Israel Putnam, einem US-amerikanischen Kriegshelden wie Davy Crockett oder Daniel Boone, General im Amerikanischen Unabhängigkeitskrieg, beteiligt an der Schlacht von Bunker Hill.

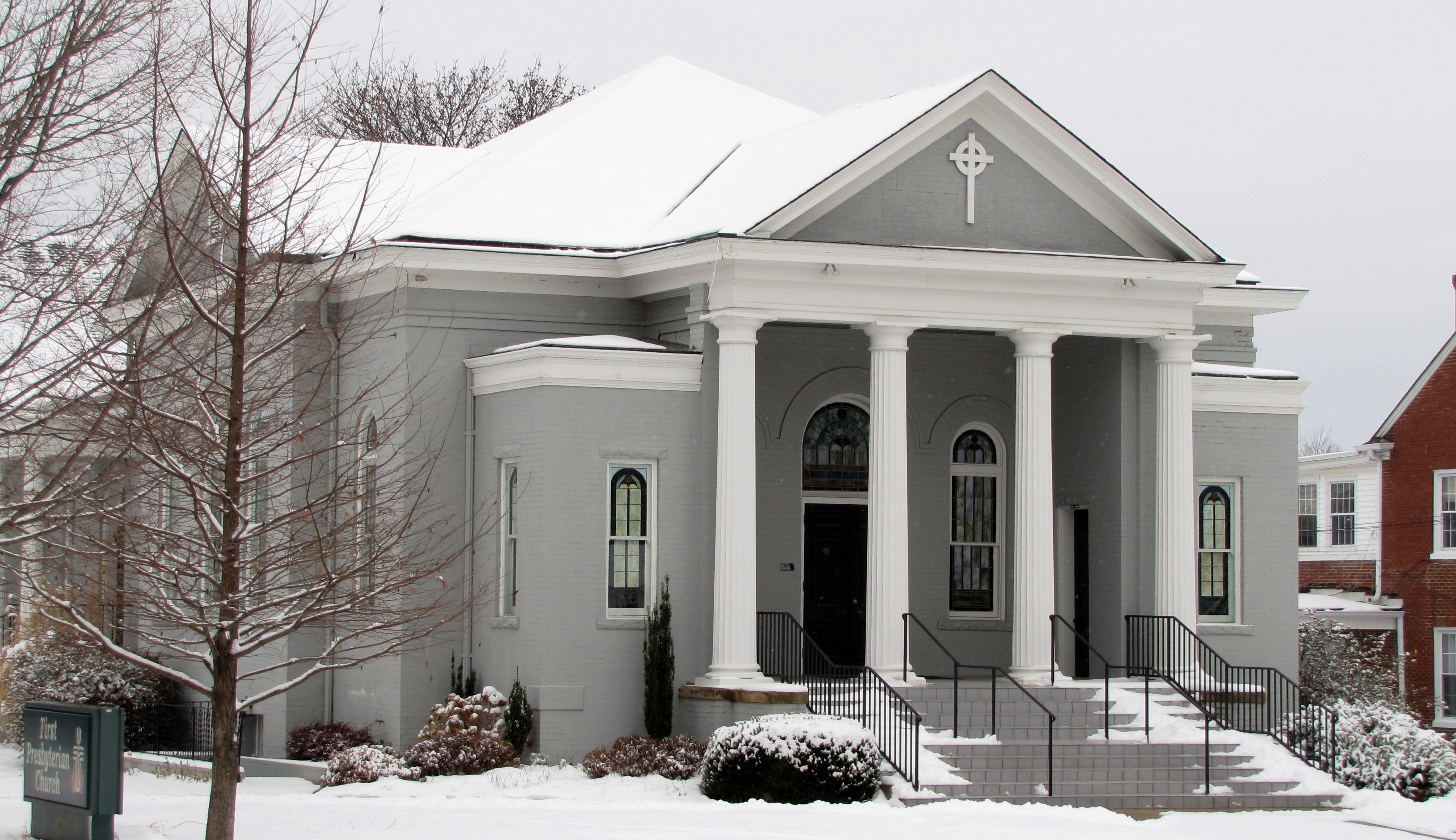
Die First Presbyterian Church ist einer von 13 Einträgen des Countys im NRHP.

13 Bauwerke und Stätten des Countys sind im National Register of Historic Places (NRHP) eingetragen (Stand 27. August 2018).

## Demografische Daten

Alterspyramide Putnam County

Nach der Volkszählung im Jahr 2000 lebten im Putnam County 62.315 Menschen in 24.865 Haushalten und 16.410 Familien. Die Bevölkerungsdichte betrug 60 Einwohner pro Quadratkilometer. Ethnisch betrachtet setzte sich die Bevölkerung zusammen aus 94,52 Prozent Weißen, 1,71 Prozent Afroamerikanern, 0,20 Prozent amerikanischen Ureinwohnern, 0,93 Prozent Asiaten, 0,09 Prozent Bewohnern aus dem pazifischen Inselraum und 1,60 Prozent aus anderen ethnischen Gruppen; 0,94 Prozent stammten von zwei oder mehr Ethnien ab. 3,03 Prozent der Bevölkerung waren spanischer oder lateinamerikanischer Abstammung.
Von den 24.865 Haushalten hatten 29,0 Prozent Kinder und Jugendliche unter 18 Jahre, die bei ihnen lebten. 52,7 Prozent waren verheiratete, zusammenlebende Paare, 9,8 Prozent waren allein erziehende Mütter und 34,0 Prozent waren keine Familien. 27,1 Prozent waren Singlehaushalte und in 9,6 Prozent lebten Personen im Alter von 65 Jahren oder darüber.
22,3 Prozent der Bevölkerung waren unter 18 Jahre alt, 14,7 Prozent zwischen 18 und 24, 27,9 Prozent zwischen 25 und 44, 21,9 Prozent zwischen 45 und 64 und 13,2 Prozent waren älter als 65. Das Durchschnittsalter betrug 34 Jahre. Auf 100 weibliche Personen kamen statistisch 98,4 männliche Personen und auf 100 Frauen im Alter von 18 Jahren und darüber kamen 96,7 Männer.
Das jährliche Durchschnittseinkommen eines Haushalts betrug 30.914 USD, das Durchschnittseinkommen der Familien betrug 39.553 USD. Männer hatten ein Durchschnittseinkommen von 29.243 USD, Frauen 21.001 USD. Das Prokopfeinkommen betrug 16.927 USD. 10,3 Prozent der Familien und 16,4 Prozent der Einwohner lebten unterhalb der Armutsgrenze.